# Metamorfoze korena
Koren pored svojih osnovnih funkcija, pričvršćivanja biljke za podlogu i usvajanja vode iz zemljišta sa rastvorenim mineralnim materijama, može da preuzme i neke druge funkcije kao što su prihvatanje za oslonac, magacioniranje potrebnih materija (npr. vode i mineralnih materija). Kada dođe do preuzimanja ovih funkcija koren menja svoj oblik i građu. Takvi korenovi se dele na tri veće grupe.

## Vazdušni korenovi
Adventivni korenovi koji se uvek razvijaju iz grana i stabla različite građe i uloge. Za vazdušne korenove karakteristično je da se rasprostiru u vazduhu. Najčešće preuzimaju funkcije stabla, kao što su asimilacija (fotosinteza) i prihvatanje za okolne predmete, stabla... Mogu pružiti i dodatnu potporu stablu i služiti za provetravanje u slučaju da se koren razvija u uslovima nedovoljne obezbeđenosti kiseonikom.

### Korenovi za prihvatanje
Zastupljeni su jedino kod tropskih epifitnih orhideja (one žive na kori drveća) i imaju specijalne trnove za prihvatanje i kod bršljana koji ima dva tipa korena: prave(podzemne i duge) i vazdušne za prihvatanje (pretvorene u rašljike).

### Korenovi za podupiranje
Zastupljeni su kod biljaka mangrova vegetacije (drvenaste biljke koje se razvijaju u uslovima plime i oseke) i kod biljaka koje nastanjuju delove gde se reke ulivaju u mora. Obično razvijaju sa donjih grana stabla duge i vitke adventivne vazdušne korenove, koji delom uranjaju u mulj i peskovito zemljište i biljci daju dodatnu potporu i usvajaju hranljive materije. To su štakasti, potporni korenovi.

### Korenovi za aeraciju
Kod mnogih izrazitih mangrova vrsta postoje specijalni korenovi koji vire iznad površine mulja ili vode (zavisno od plime i oseke) i preuzimaju ulogu provetravanja samog korena jer sadrže moćan aerenhim i posebne otvore za ulazak vazduha na samoj površini pa se nazivaju i pneumatofore.

### Korenovi za fotosintezu
Drugačije ih možemo nazvati i korenovi za asimilaciju. Zastupljeni su kod jedne grupe tropskih epifitnih orhideja. Koren preuzima ulogu izdanka i počinje da vrši funkciju fotosinteze jer se listovi redukuju radi smanjenja transpiracije. Ovi korenovi obično donjim delom služe za pričvršćivanje a gornji deo koji je zelene boje vrši fotosintezu. Ovakvi asimilacioni korenovi postoje i kod biljaka koje nastanjuju brze potoke, stene. Primer za naše podneblje je vodeni orah (''Trapa natans'').

### Korenovi za apsorpciju vode
Ovi korenovi služe za apsorpciju vode iz vazduha. Javljaju se kod tropske epifitne orhideje. Pored ostalih spomenutih vazdušnih korenova formiraju i specijalne korenove za upijanje vlage iz vazduha zahvaljujući posebnom površinskom, višeslojnom tkivu koje se naziva '''velamen radicum'''. Kod epifitnih biljaka vazdušni koren često vrši više različitih funkcija istovremeno jer se ispod sloja velamen radicum (usvajanje vode) nalaze ćelije parenhima kore korena (uloga fotosinteze) i donji deo korena ima korenske dlake ili trnove za prihvatanje (uloga prihvatanja).

## Korenovi za magacioniranje vode i hrane
Ukoliko se u korenu vrši magacioniranje rezervnih materija on postaje voluminozan. Ova promena može da zahvati glavni, bočne i adventivne korenove. 

### Korenovi za magacioniranje vode
Javljaju se kod biljaka koje žive na izrazito sušnim staništima. Njihov glavni koren bogat je parenhimom za magacioniranje vode. Primeri su Asteraceae i Apiaceae.

### Korenovi za magacioniranje hrane

#### Repe
Kod repe magacioniranje se vrši u glavnom korenu osovinskog korenskog sistema. Često u metamorfozi korena učestvuju i donji delovi stabla. Ova metamorfoza se javlja kod dvogodišnjih biljaka. Primeri: šargarepa, peršun, paštrnak, celer, stočna repa, cvekla...

#### Korenske krtole
Kod ove vrste korena magacioniranje se vrši u bočnim ili adventivnim korenovima. Ulogu magacioniranja preuzima razvijeni parenhim primarne kore. Primeri: georgina, kaćun, ledinjak...

## Kontraktilni korenovi
Ovi korenovi imaju sposobnost skraćivanja (kontrakcije) i do 70% dužine korena. Smisao ovakvih korenova je povlačenje rizoma, krtole ili lukovice u dublje slojeve zemljišta. Na ovaj način koren štiti metamorfozirani podzemni izdanak od nepogodnih spoljašnjih uslova i održava na istoj dubini zemljišta što ne bi bilo moguće bez ovih korenova jer bi stablo svojim rastenjem težilo povlačenju rizoma i lukovica ka površini. Primeri: krin, mrazovac, jagorčevina, šafran...

## Spoljašnje veze
- Vodeni orašac
- Velamen radicum
- Georgina
- Kaćun